# De-Friz
De-Friz (en rus: Де-Фриз) és un poble (un possiólok) del krai de Primórie, a l'Extrem Orient de Rússia, que en el cens del 2010 tenia 48 habitants.